# Course en ligne féminine aux championnats d'Europe de cyclisme sur route 2017
La course en ligne féminine des championnats d'Europe de cyclisme sur route 2017 a lieu le 5 août 2017 à Herning, au Danemark. L'épreuve est remportée par la Néerlandaise Marianne Vos.

## Favorites
Sur ce circuit plat, les sprinteuses ont la faveur des pronostics. Les favorites sont donc : Jolien D'Hoore, Amalie Dideriksen, Lotta Lepistö, Marta Bastianelli, Giorgia Bronzini, Maria Giulia Confalonieri, Christine Majerus, Emilie Moberg, Eugenia Bujak et Sheyla Gutierrez. Les Pays-Bas vient également avec une équipe très forte avec Anna van der Breggen, Marianne Vos, Ellen van Dijk, Amy Pieters et Chantal Blaak.

## Récit de la course
La météo est couverte et venteuse. Malgré le parcours plat, la course est ponctuée par de nombreuses échappées. À cinquante kilomètres de l'arrivée, un groupe de neuf part. Il est composé d'Audrey Cordon, d'Aude Biannic, d'Amy Pieters, Christine Majerus, Anna Stricker, Romy Kasper, Ann-Sophie Duyck, Julie Leth et Katarzyna Wilkos. La plupart des équipes étant représentées à l'avant, la chasse ne s'organise pas immédiatement. Toutefois, les Pays-Bas décident de provoquer la jonction. Un contre part aussitôt autour de Chantal Blaak. Après une nouvelle jonction, c'est Ellen van Dijk qui part à l'attaque... puis Janneke Ensing. Les Françaises parviennent à suivre toutes ces attaques grâce à Audrey Cordon, Eugénie Duval ou Élise Delzenne. Au début du dernier tour, un nouveau groupe se forme. Il s'agit de Marianne Vos, Olga Zabelinskaya, Katarzyna Pawlowska, Elisa Longo Borghini, Giorgia Bronzini, Charlotte Becker et Sheyla Gutierrez. L'écart grandit rapidement, le peloton ne s'organisant que tardivement. Il est mené par la France et la Belgique. À quinze kilomètres de l'arrivée, l'avance est de quarante-cinq secondes. Le Danemark et la Norvège viennent en renfort à l'avant du peloton, mais cela ne suffit pas face à Elisa Longo Borghini qui ne compte pas ses efforts à l'avant. Le vent met en éventail le groupe d'échappée. Sheyla Gutierrez se retrouve en queue de groupe et perd quelques mètres. Elle ne peut recoller. Plus loin, Katarzyna Pawlowska chute. Charlotte Becker doit freiner et voit également ses chances de victoire s'envoler. Elles sont donc quatre à pouvoir prétendre à la victoire. Dans le dernier kilomètre, Olga Zabelinskaya attaque afin d'éliminer Elisa Longo Borghini. Giorgia Bronzini et Marianne Vos sont donc emmenées dans un fauteuil vers l'arrivée. Le sprint est serré, mais Marianne Vos s'impose devant l'Italienne. Derrière, le peloton reprend Elisa Longo Borghini. Roxane Fournier est quatrième devant Amalie Dideriksen et Jolien D'Hoore.

## Classement
| \| Classement général \| Classement général \| Classement général \| Classement général \| Classement général \| \| Coureuse \| Coureuse \| Pays \| Équipe \| Temps \| \| ------------------ \| ------------------------- \| ------------------ \| ------------------ \| ------------------ \| \| 1re \| Marianne Vos \| Pays-Bas \| Pays-Bas \| 2 h 51 min 13 s \| \| 2e \| Giorgia Bronzini \| Italie \| Italie \| + 0 s \| \| 3e \| Olga Zabelinskaïa \| Russie \| Russie \| + 2 s \| \| 4e \| Roxane Fournier \| France \| France \| + 15 s \| \| 5e \| Amalie Dideriksen \| Danemark \| Danemark \| + 15 s \| \| 6e \| Jolien D'Hoore \| Belgique \| Belgique \| + 15 s \| \| 7e \| Kirsten Wild \| Pays-Bas \| Pays-Bas \| + 15 s \| \| 8e \| Lotta Lepistö \| Finlande \| Finlande \| + 15 s \| \| 9e \| Maria Giulia Confalonieri \| Italie \| Italie \| + 15 s \| \| 10e \| Emilia Fahlin \| Suède \| Suède \| + 15 s \| |                           |          |          |                 |
| |                           |          |          |                 |
| Source : ProCyclingStats |                           |          |          |                 |
| Classement général |                           |          |          |                 |
| Coureuse | Coureuse                  | Pays     | Équipe   | Temps           |
| 1re | Marianne Vos              | Pays-Bas | Pays-Bas | 2 h 51 min 13 s |
| 2e | Giorgia Bronzini          | Italie   | Italie   | + 0 s           |
| 3e | Olga Zabelinskaïa         | Russie   | Russie   | + 2 s           |
| 4e | Roxane Fournier           | France   | France   | + 15 s          |
| 5e | Amalie Dideriksen         | Danemark | Danemark | + 15 s          |
| 6e | Jolien D'Hoore            | Belgique | Belgique | + 15 s          |
| 7e | Kirsten Wild              | Pays-Bas | Pays-Bas | + 15 s          |
| 8e | Lotta Lepistö             | Finlande | Finlande | + 15 s          |
| 9e | Maria Giulia Confalonieri | Italie   | Italie   | + 15 s          |
| 10e | Emilia Fahlin             | Suède    | Suède    | + 15 s          |

## Réactions
Après l'arrivée, Marianne Vos se montre très satisfaite de la performance d'ensemble de la sélection néerlandaise. Elle croyait en ses chances de victoire face à Giorgia Bronzini tout en s'en méfiant. Elle dit avoir ressenti une certaine pression à l'idée de devoir finir le travail. Giorgia Bronzini est également globalement contente de sa performance. Elle s'est économisée dans l'échappée, laissant le travail à Elisa Longo Borghini. Malgré tout, elle n'a pas réussi à battre Marianne Vos. Roxane Fournier est déçue de devoir se contenter de la quatrième place après la belle cohésion de l'équipe de France.